# Chāh Farsh
Chāh Farsh (persiska: چاه فرش, Chāh-e Farsh) är en ort i Iran.   Den ligger i provinsen Semnan, i den nordöstra delen av landet, 500 km öster om huvudstaden Teheran. Chāh Farsh ligger 891 meter över havet och antalet invånare är 208.
Terrängen runt Chāh Farsh är huvudsakligen platt, men söderut är den kuperad.Runt Chāh Farsh är det ganska glesbefolkat, med 22 invånare per kvadratkilometer. Chāh Farsh är det största samhället i trakten. Trakten runt Chāh Farsh är ofruktbar med lite eller ingen växtlighet.